# Gerald Legge
Gerald Humphry Legge (ur. 26 kwietnia 1924, zm. 14 grudnia 1997) – brytyjski arystokrata i przedsiębiorca, jedyny syn Humphry’ego Legge’a, 8. hrabiego Dartmouth, i Romy Horlick, córki sir Ernesta Horlicka, 2. baroneta.
Wykształcenie odebrał w Eton College. W 1942 r. wstąpił do Coldstream Guards. Walczył podczas II wojny światowej. Dosłużył się rangi kapitana i został wspomniany w rozkazie dziennym. W wojska odszedł po zakończeniu wojny. Po śmierci ojca w 1962 r. odziedziczył tytuł hrabiego Dartmouth i zasiadł w Izbie Lordów. Był dyrektorem w firmie rolniczej Rea Bros w latach 1958–1989, przewodniczącym Royal Choral Society w latach 1970–1992, przewodniczącym Anglo-Brazilian Society w latach 1975–1994 i członkiem Institute of Chartered Accountants in England & Wales.
21 lipca 1948 r. poślubił Raine McCorquodale (ur. 9 września 1929), córkę Alexandra McCorquodale'a i pisarki Barbary Cartland, córki majora Bertrama Cartlanda. Małżeństwo to zakończyło się rozwodem w 1976 r. Gerald i Raine mieli razem trzech synów i córkę:
- William Legge (ur. 23 września 1949), 10. hrabia Dartmouth
- Rupert Legge (ur. 1 stycznia 1951)
- Charlotte Legge (ur. 16 lipca 1963), żona Alessandro Pateró Castello, 13. księcia Cacaci, ma dzieci
- Henry Legge (ur. 28 grudnia 1968), ożenił się z Cressindą Hogg, nie ma dzieci

W 1980 r. poślubił Gwendoline May. Nie miał dzieci z tego małżeństwa. Zmarł w 1997 r. Tytuł parowski odziedziczył jego najstarszy syn.